# Lawrence Alma-Tadema
Lawrence Alma-Tadema (či Sir Lawrence Alma-Tadema) (8. ledna 1836 – 25. června 1912 Wiesbaden, Německo) byl nizozemský malíř neoklasicismu.

## Život
Narodil se v Nizozemsku, v malé vesničce Dronrijp. Studoval na Královské akademii v Antverpách v letech 1852–1855.
V roce 1870 se po neúspěšné kariéře v Nizozemsku přestěhoval do Velké Británie. Díky svému citu pro detail a komplikované perspektivě se zde dočkal velkého uznání, a roku 1899 byl povýšen do šlechtického stavu. V roce 1879 se stal členem Královské akademie. Byl znalcem archeologie a historie, o čemž svědčí jeho obrazy s výjevy z Egypta, Řecka a Říma. Na konci jeho života jeho díla vyšla z módy a oceněna byla teprve v 70. letech 20. století.
Celkem namaloval 465 obrazů.

## Galerie

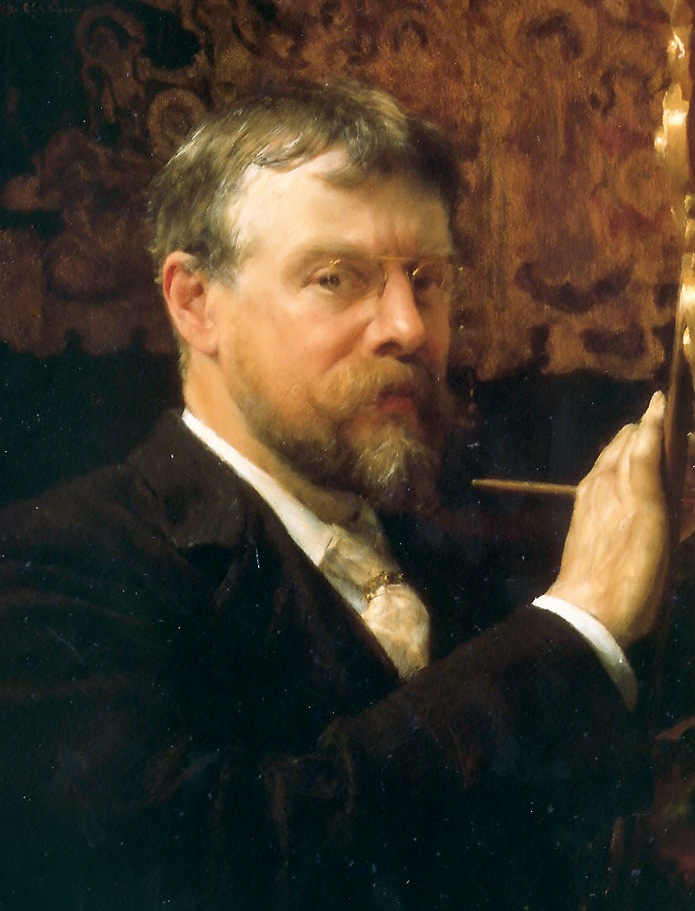
Autoportrét, 1896
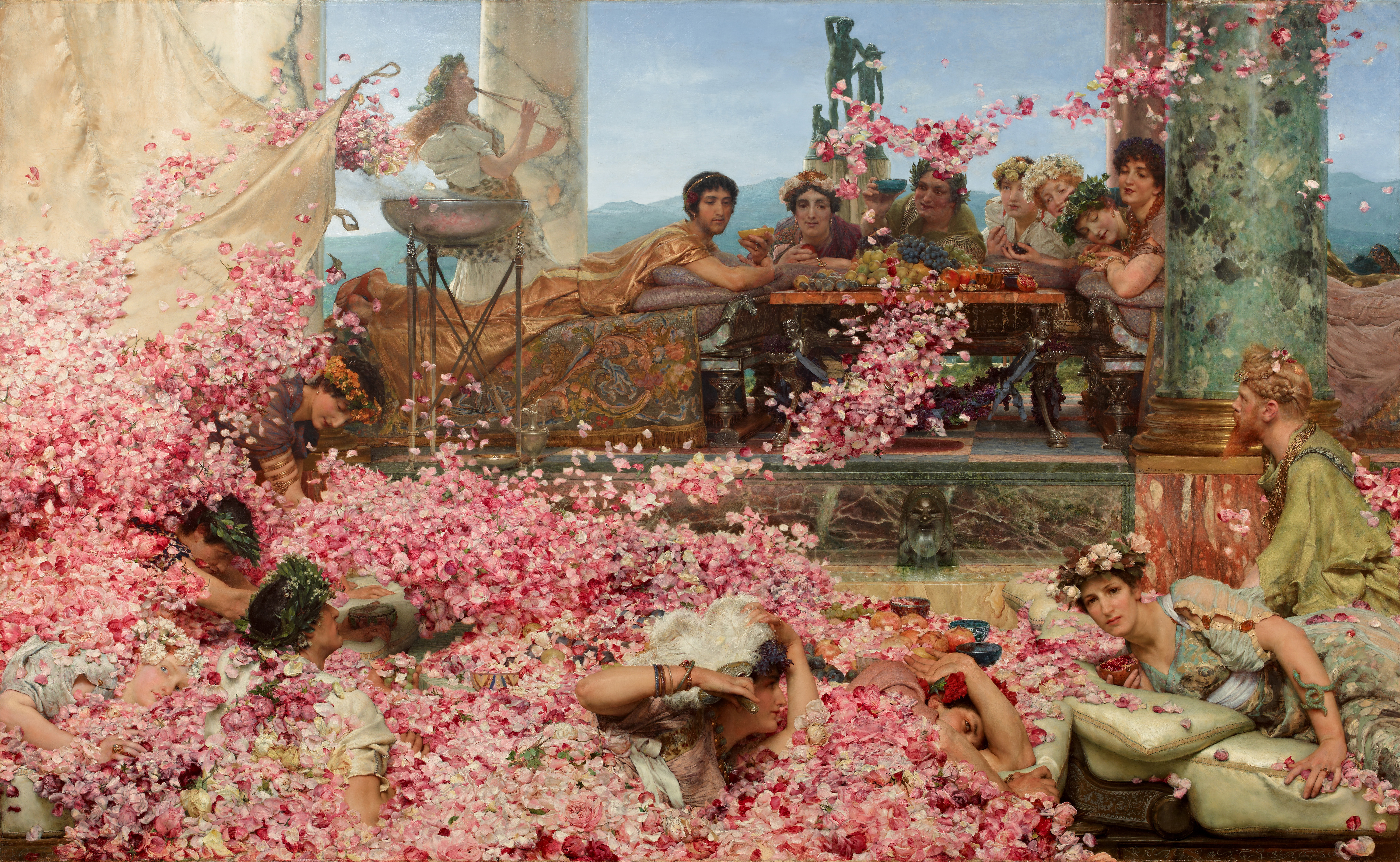
Heliogabalovy růže, 1888
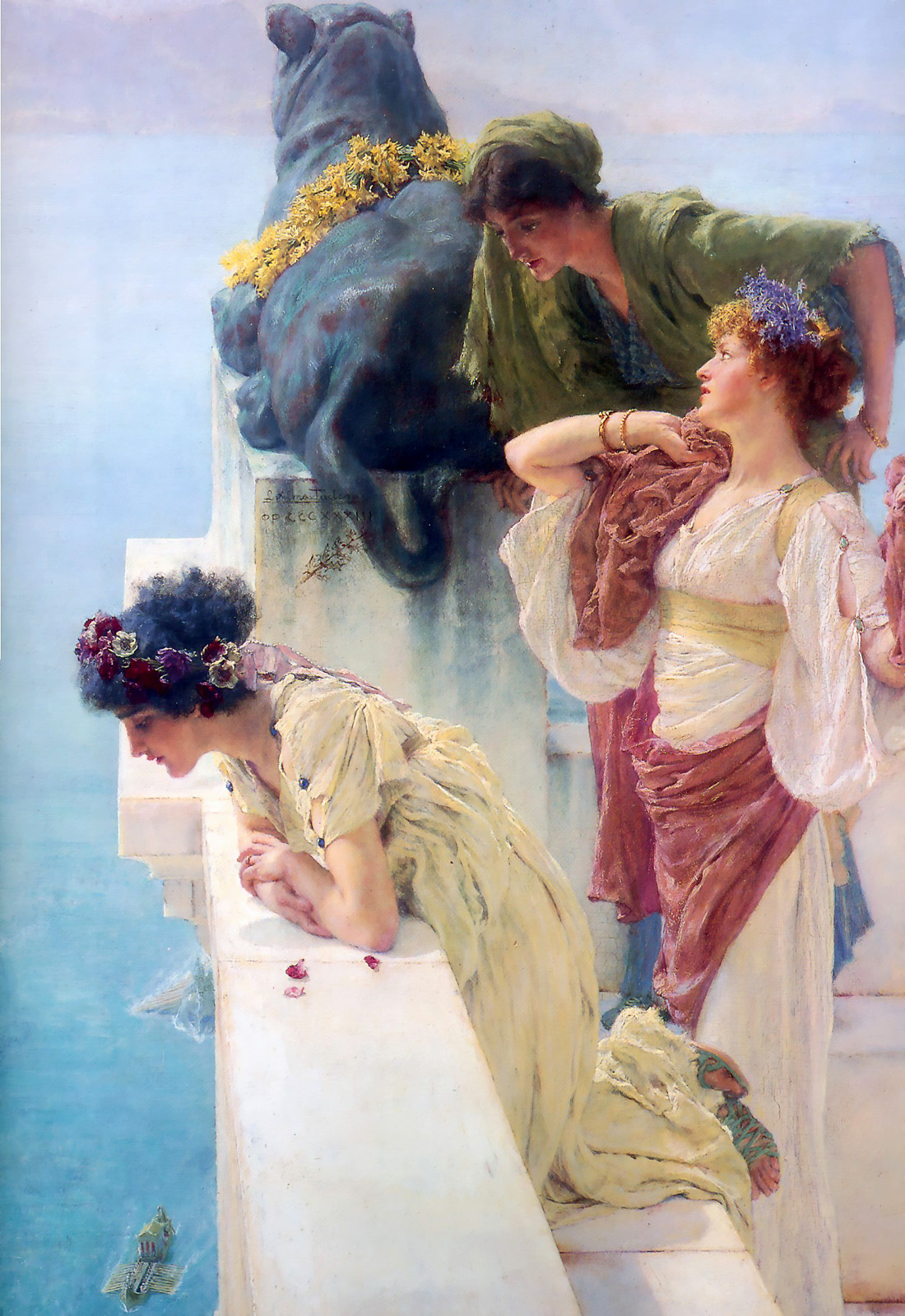
Výhodný pohled, 1895
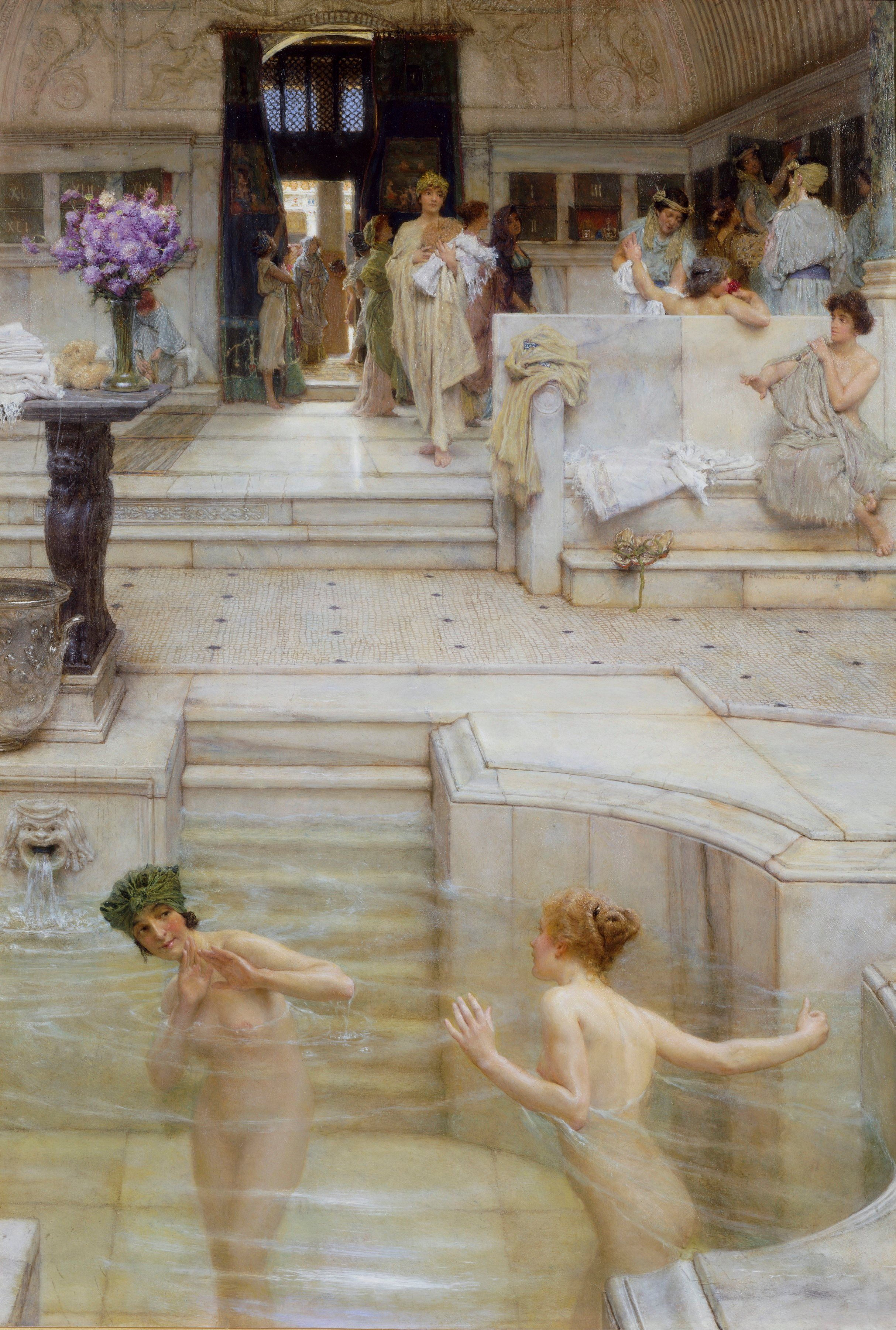
Oblíbený zvyk, 1909
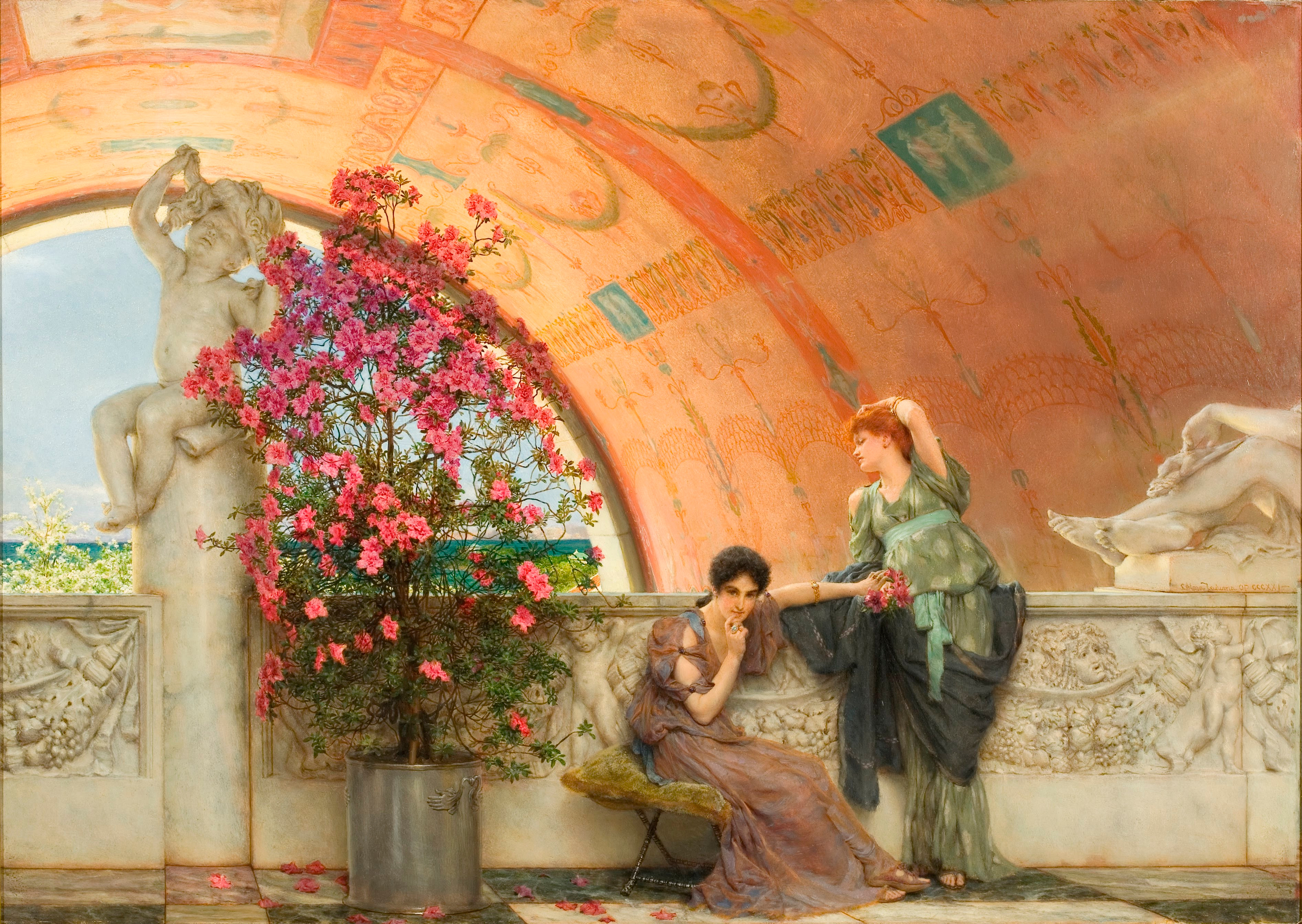
Nevědomé soupeření, 1893
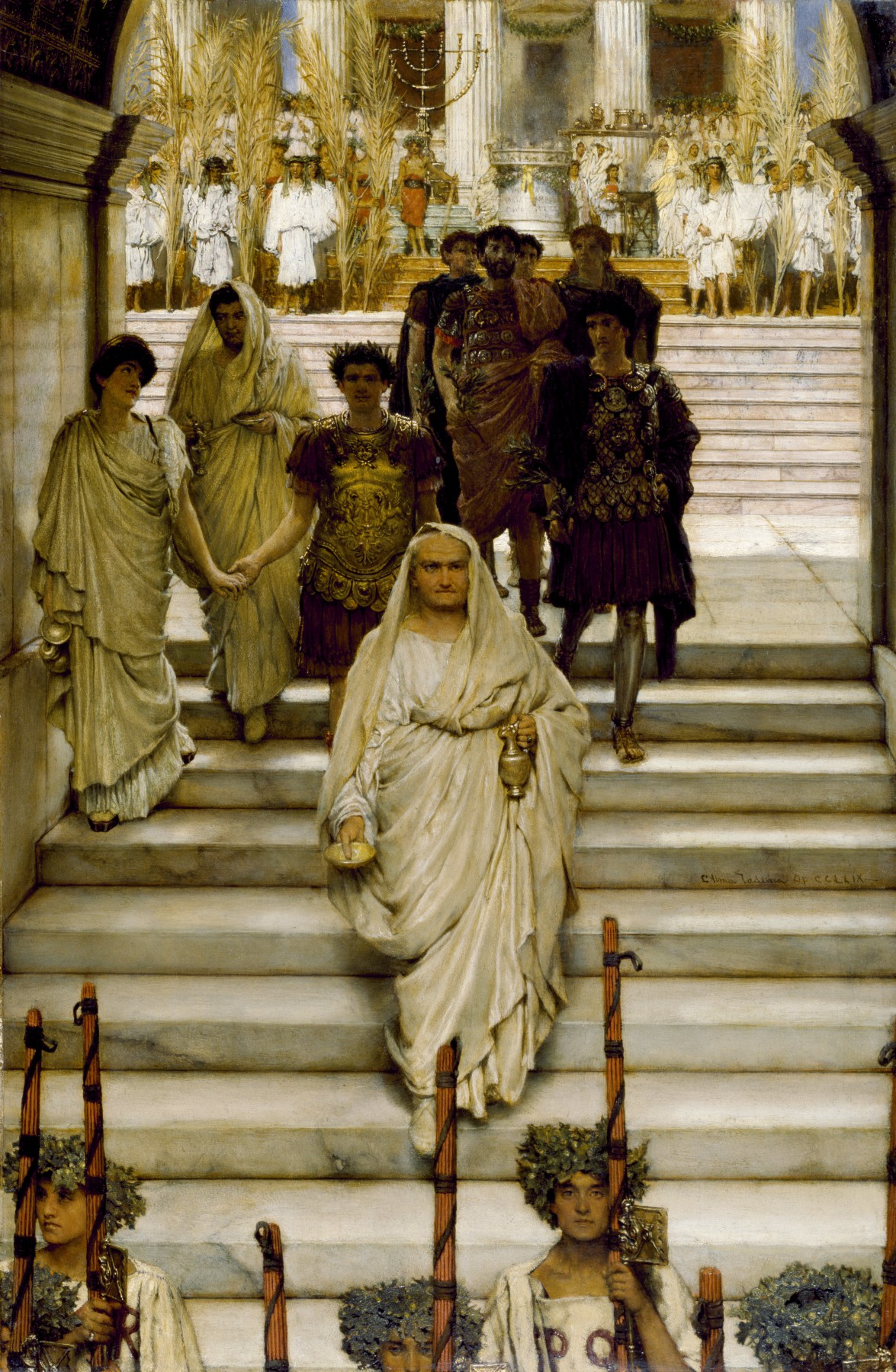
Titův triumf, 1885